# Třída Peder Skram (1965)
Třída Peder Skram byla třída fregat dánského královského námořnictva. Celkem byly v letech 1966–1967 do služby zařazeny dvě fregaty této třídy. V druhé polovině 70. let byly modernizovány. Vyřazeny byly počátkem 90. let. Fregata Peder Skram byla zachována jako muzeum.

## Stavba
Jednotky třídy Peder Skram:
| Jméno                 | Založení kýlu | Spuštěna | Vstup do služby | Status                |
| --------------------- | ------------- | -------- | --------------- | --------------------- |
| Peder Skram (F 352)   | 1964          | 1965     | 30. června 1966 | vyřazena, muzejní loď |
| Herluf Trolle (F 353) | 1964          | 1965     | 16. dubna 1967  | vyřazena              |

## Konstrukce

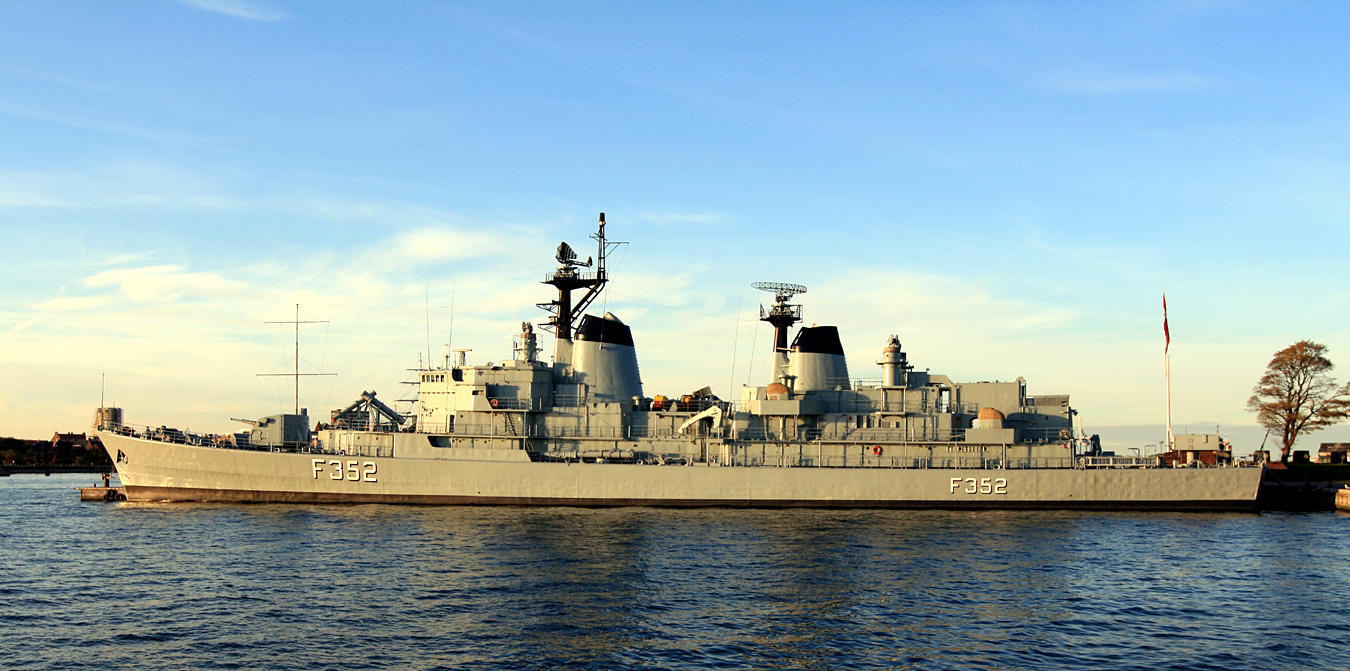
Fregata Peder Skram

Původní výzbroj fregat tvořily čtyři 127mm kanóny ve dvou dvoudělových věžích na přídi, čtyři 40mm protiletadlové kanóny v jednodělových věžičkách a jeden trojhlavňový 533mm torpédomet.
V druhé polovině 70. let byly obě fregaty modernizovány a velmi se zvýšila jejich bojová hodnota. Jedna věž se 127mm kanóny byla demontována, ostatní původní výzbroj zůstala zachována. Za přední dělovou věží byly instalovány dva čtyřnásobné vypouštěcí kontejnery protilodních střel Harpoon. Na zádi se navíc objevil osminásobný vypouštěcí kontejner protiletadlových řízených střel Sea Sparrow. Protiponorkovou výzbroj posílily dva dvouhlavňové 324mm protiponorkové torpédomety.
Pohonný systém byl koncepce CODOG. Tvořily ho dvě plynové turbíny General Electric LM2500 a jeden diesel MTU. Nejvyšší rychlost dosahovala 32 uzlů.